# Jorge Luis Borges
Jorge Francisco Isidoro Luis Borges, argentinski pisatelj, pesnik, literarni kritik in prevajalec, 24. avgust 1899, Buenos Aires, Argentina, † 14. junij 1986, Ženeva, Švica. Borges je napisal veliko fantastičnih zgodb in pesmi in velja za soustanovitelja magičnega realizma.
Na Borgesa so literarno vplivali Macedonio Fernández, Rafael Cansinos Assens, literatura v angleškem jeziku (Walt Whitman, Gilbert Keith Chesterton, George Bernard Shaw, Thomas De Quincey), Franz Kafka in daoizem. Borges je svoje filozofske poglede, ki so dolžni epistemološkemu idealizmu in se odražajo v njegovih zgodbah in esejih, dobil predvsem od Georgea Berkeleyja, Davida Humea in Arthurja Schopenhauerja. Vse življenje je prijateljeval z argentinskim pisateljem Adolfom Bioyem Casaresom. Borges je bil soustanovitelj »Latinskoameriške fantastike« in eden osrednjih avtorjev revije Sur, ki sta jo leta 1931 ustanovili Victoria Ocampo in njena sestra Silvina, posvečena kulturni izmenjavi med Latinsko Ameriko in Evropo.
Borges velja za enega največjih argentinskih književnikov. Prevodi njegovih del so mu v začetku šestdesetih let prinesli tudi mednarodno slavo in mnoga priznanja, vendar v nasprotju s pričakovanji ni nikoli prejel Nobelove nagrade za književnost.

## Življenje
Jorge Luis Borges je izhajal iz bogate argentinske družine in odraščal v Buenos Airesu. Njegov oče Jorge Guillermo Borges (1873-1938) je bil pravnik, predavatelj filozofije in psihologije in avtor romana (Caudillo, Palma de Mallorca 1921), različnih esejev in zgodb, drame, prevoda priredbe Edwarda Fitzgeralda, rubajame  Omarja Hajama in več pesmi. Doma so govorili angleško in špansko (očetova mati je prišla iz Staffordshira), zato je tudi Jorge Luis Borges kot otrok (vključno z branjem Don Kihota najprej v angleščini) v očetovi knjižnici, ki je obsegala nekaj tisoč zvezkov, v otroštvu prebiral tudi angleške knjige. Njegova mati Leonor Acevedo de Borges (rojena Acevedo Haedo, 1876–1975) se je rodila v Urugvaju in je tudi dvojezična: iz angleščine v španščino je prevajala dela Katherine Mansfield, Herberta Reada in Williama Saroyana. Že od začetka je spodbujala umetniške interese svojih otrok. Jorgejeva sestra Norah Borges je postala pomembna slikarka.
Od leta 1914 je Borges preživel sedem let v Švici, ker je njegov oče tam operiral oči. Jorge Luis se je v Collège Calvin v Ženevi naučil nemško, latinsko in francosko. Nato je študiral v Španiji, kjer je prišel v stik z nekaterimi sodobnimi pesniki. Pri približno petdesetih letih je bil popolnoma slep, vendar mu to ni preprečilo, da bi nekaj desetletij s pomočjo prijateljev delal kot pisatelj. Od leta 1955 je bil Borges direktor Argentinske nacionalne knjižnice.
Potem ko je prvi zakon po nekaj letih propadel, se je Borges malo pred smrtjo poročil s svojo dolgoletno tajnico in spremljevalko, avtorico Marijo Kodama. Jorge Luis Borges je umrl 14. junija 1986 v Ženevi v starosti 86 let; njegov grob je na Cimetière des Rois. Nagrobni kamen krasi verz iz stare angleške pesmi Bitka pri Maldonu: and ne forhtedon na (vrstica 21), ki ga lahko prevedemo kot ... in nikakor ne prestrašen. Na zadnji strani je odlomek iz sage Völsunga: Hann tekr sverðit Gram ok leggr i meðal þeira bert, (... vzame meč Gram in ga položi mednje).
Borges je imel celovito izobrazbo iz književnosti in filozofije. Med drugim je poznal skandinavske sage, staroangleški jezik in staronorveško literaturo, obsežna dela Thomasa De Quinceyja in Ralpha Walda Emersona, poezijo in filozofijo antike, nemški srednji vek, stari Daljni vzhod in kabalo.
Bil je še posebej naklonjen metafizični literaturi, ki jo je obravnaval kot »vejo fantastične literature«. Borges je bil seznanjen z deli nemških filozofov, kot sta Arthur Schopenhauer ali Oswald Spengler, ki jih je prebral v nemškem izvirniku. Poznavanje literarne tradicije mnogih kultur se kaže v raznolikosti njegovega lastnega literarnega dela.

## Delo
Jorge Luis Borges je s svojimi fantastičnimi zgodbami postal znan širšemu občinstvu. Napisal je tudi številne pesmi in eseje, urejal kataloge knjig in zbirke citatov, delal za revije in delal kot prevajalec. Objavil je tudi dela pod psevdonimoma B. Suarez Lynch in H. Bustos Domecq, ki so nastala v sodelovanju z Adolfo Bioy Casaresom.
Borges je za svoja dela vedno izbral kratko obliko: nekaj njegovih besedil je daljših od deset ali petnajst strani. Njegova proza je vedno gosta, izvoljena, primerna, slogovno elegantna in brez odvečne besede. Zagovarjal je teorijo, da je lahko zabavna literatura tudi literarne vrednosti. Cenil je kriminalne romane Arthurja C. Doylea in drame Williama Shakespeara.
Čeprav je veliko njegovih del postavljeno v Argentino in se večkrat omenjajo dogodki in ljudje v argentinski zgodovini, je Borges v literaturi strogo zavrnil regionalizem: pisatelj mora biti sposoben odpreti celotno vesolje. Ta odnos se kaže tudi v Borgesovi preokupiranosti s svetovno literaturo, ki se je res osredotočila na evropske in severnoameriške avtorje, vključevala pa je tudi dela iz drugih kultur, na primer Daljnega vzhoda.
Stalna Borgesova tema je neskončnost. V Nesmrtnem (El inmortal) na primer potovanje do trogloditov pripovedovalca pripelje do spoznanja, da večno življenje pomeni večno vrnitev istega in s tem skrajni dolgčas in ohromelost vse vitalnosti. Uvod v zgodbo je zgodba o pridobitvi starinske kopije prve izdaje Popejevega prevoda Homerjeve princese Lucinge - verjetno aluzija na princeso Liliane Marie Mathilde, imenovano Baba, de Faucigny-Lucinge, rojena Beaumont, baronne d' Erlanger (1902– 1945), ki je vodila znameniti salon in katere mož Jean-Louis Charles Marie Francois Guy Prince Faucigny-Lucinge je bil vnuk Charlesa Ferdinanda, vojvode Berryjskega (1778–1820) in s tem prikliče spomin na bibliofila Jean de Valois, vojvoda Berryjski. Rokopis zgodbe naj bi našli v zadnjem od šestih zvezkov te izdaje, ki jo je princesa kupila od antikvarijata Cartaphilusa, ki je bil tako kot Homer pokopan na otoku Ios v Smirni, domnevnem Homerjevem rojstnem kraju, tik pred smrtjo. Borges se odraža v Homerju, ki v zgodbi naleti v različnih inkarnacijah, vključno z enim od trogloditov in Cartaphilusom.
Vendar se ni ukvarjal le z neskončnostjo, ampak tudi s pojavom časa in kako ga človeški um in človeški občutek dojemajo, razlagajo in obravnavajo. Še en razlog, zakaj so ga tradicije z vseh koncev sveta zelo zanimale, ker se mu je zdelo brezčasno in je v vseh skupaj želel videti hrepenenje po večnosti. Prav tako je delil različne idealistične in mitske poglede različnih filozofov in mislecev, na primer ideja, da so vsi ljudje en genialni duh, ki je napisal velika dela svetovne literature; ali da nas dejanje razmnoževanja poveže z našimi predniki, ker je to dejanje, ki so ga človeška bitja storila skozi čas, nekakšen mit, ki nas ločuje od iluzije časa.
Druga ponavljajoča se tema so knjige, ki jih je Borges v svojih zgodbah večkrat postavil za glavne junake (npr. Die Bibliothek von Babel, The Sand Book, Examining of Work of Herbert Quain, Der Weg zu Amotásim ali Tlön, Uqbar, Orbis Tertius). Te knjige pogosto izžarevajo fantastično moč, ki pretresa temelje resničnosti, jo spreminja ali ustvarja lastne resničnosti. Hkrati Borgesove zgodbe naseljujejo bibliofilski in prebrani hommes de lettres, ki se ukvarjajo ali pišejo nejasne spise ali enciklopedije. Prijetno citiranje ali omemba resničnih in izmišljenih knjig, vključno z lokacijo in datumom objave, je prav tako značilnost mnogih Borgesovih zgodb. Na splošno igra fikcija kot tema zanj glavno vlogo: »Borges je obseden z mislijo, da je človeški um ustvaril svet miselnih sistemov iz nič, ki zdaj še naprej ustvarja nadaljnje miselne sisteme in poetične fikcije do neskončnosti«.(Marianne Kesting)
Borges velja za predhodnika postmodernizma in je eden najbolj citiranih avtorjev v poststrukturalizmu. Ena izmed Borgesovih najljubših stilskih sredstev je zavajanje, igranje z bralcem, mešanje resničnosti in nadrealnosti. V pripovedih so na eni strani poimenovani in citirani resnični ljudje, dogodki itd., na drugi strani pa so neresnične, pogosto nemogoče ali čarobne osebe, predmeti, kraji ali dogodki obravnavani kot resničnosti. Izjemen primer tega je zgodba Tlön, Uqbar, Orbis Tertius. Ta slogovna naprava pogosto osramoti Borgesove komentatorje, ker je pogosto nemogoče dokazati, ali je na primer omenjenega pisatelja izumil Borges ali je dejansko obstajal, vendar je bil Borgesu znan le sam. Po Angelu Floresu je Borgesovo delo Univerzalna zgodovina sramote (Historia universal de la infamia) iz leta 1935 zaznamovalo rojstvo magičnega realizma v latinskoameriški literaturi.
Borgesovi literarni eseji ponujajo celovit in izviren vpogled v svetovno literaturo. Oblika besedila v veliki meri temelji na starodavnih vzorcih, v zgodnjih pesmih pa tudi sposojena iz tanga ali milonge.

## Vpliv
Literarna učenjaka Gisbert Haefs in Fritz Arnold Borgesa uvrščata med najpomembnejše pisatelje 20. stoletja, brez katerih bi bila nepredstavljiva sodobna španska literatura, magični realizem in dela avtorjev, kot so Alejo Carpentier, Gabriel García Márquez ali Mario Vargas Llosa. Zahvaljujoč svojemu obsežnemu znanju o nešpanskih avtorjih je Borges izstopil iz »postromantične otrplosti« španskojezične literature in jo obogatil z novimi tehnikami, temami in vsebino.
Borges je bil ključnega pomena tako za magični realizem kot za formalne strukture pripovedovalcev in del postmodernizma. Medtem ko so iz antologije Univerzalne zgodbe o hudobnosti (Historia universal de la infamia, 1935) nekateri južnoameriški avtorji že zgodaj prepoznali in opisali kot prva dela magičnega realizma, se zdaj strinjajo, da je Borges, zlasti v svojih fikcijah, predvideval številne elemente postmoderne pripovedi.
Zgodba Babilonska knjižnica (La Biblioteca de Babel) je Umberta Eca navdihnila za oblikovanje samostanske knjižnice v romanu Ime rože. Slepi knjižničar in nasprotnik Williams von Baskerville, Jorge von Burgos, je je spomin na Jorgeja Luisa Borgesa. Prav tako je zaplet Tlön, Uqbar, Orbisa Tertius sprejet v Ecovem  Foucaultovem nihalu, kjer izmišljeni svet nenadoma poseže v resničnost. Eco je napisal tudi naslednji citat: »Čeprav se med seboj toliko razlikujejo po slogu, nam dva avtorja pokažeta sliko naslednjega tisočletja: Joyce in Borges«. Michael Ende je tudi poznal delo Borgesa: njegova kratka zgodba Der Korridor des Borromeo Colmi je podnaslovljen kot poklon Borgesu. Daniel Kehlmann v svojih predavanjih o poetiki v Göttingenu (Diese sehr ernsten Scherze -  Te zelo resne šale) Borgesa označi za enega svojih najljubših pisateljev, tudi zato, ker v svojem delu prepozna združitev resničnosti in fikcije.
Robert Menasse v svojem romanu Selige Zeiten, Brüchige Welt, avtorja Borgesa takole opisuje: »To je prišlo do Lea (...) je naredil vtis moškega, ki se je pravkar rodil kot starec.«

## Politična stališča
Borges se ni nikoli imel za političnega pisatelja. Vendar številna njegova dela vsebujejo aluzije na politične dogodke v njegovi domovini. Borges je bil nasprotnik Juana Peróna. Njegovo konservativno, včasih nekoliko nedemokratično politično usmeritev lahko razložimo tudi z dejstvom, da se je Perón drugič vrnil na oblast po letu 1946 z demokratičnimi volitvami leta 1973, potem ko je bil prvič strmoglavljen leta 1955; poleg tega, v Borgesovi mladosti je bilo v Argentini pogosta in običajno, da so z volitvami v veliki meri manipulirale ulične tolpe, ki so lovile ali grozile volivcem - zlasti v Buenos Airesu; nekatere njegove zgodbe omenjajo to delo kot zadnjo priložnost za gauče, ki so nekoga ubili v dvoboju z nožem in nato aretirali. Če so se dogovorili, da bodo delali za »volilne ekipe«, so jih pogosto takoj izpustili.
Borges je sprva podprl vojaški udar leta 1976, ki je končal vladavino Peróna. Vendar se je ob falklandski vojni spet distanciral od vojaške diktature.

## Pregled dela

### Dobro znana dela
- La biblioteca de Babel (1941), fikcija;
- Examen de la obra de Herberta Quaina (Preiskava del Herberta Quaina) (1941), fikcija;
- Tlön, Uqbar, Orbis Tertius (1944), fikcija;
- Las ruinas circulares (Krožne ruševine) (1944), fikcija;
- El jardín de senderos que se bifurcan (Vrt poti, ki se odcepijo) (1944), fikcija
- El Aleph (1949), kratka zgodba
- El sur (Jug) (1953), fikcija.

### Pomembna dela
- 1935: Historia universal de la infamia (univerzalna zgodovina sramote), zgodbe
- 1944: Ficciones (fikcija), kratke zgodbe
- 1949/1952: El Aleph, zgodbe
- 1960: El hacedor (Borges in jaz), pesmi in proza
- 1970: El informe de Brodie (poročilo Davida Brodiesa, 1972), kratke zgodbe
- 1975: El libro de arena (Knjiga peska, 1977), kratke zgodbe

### Soavtorstvo
- 1941: Antología de la literatura fantástica (Antologija fantastične literature) z Adolfom Bioyem Casaresom
- 1967: Introducción a la literatura norteamericana (Uvod v ameriško literaturo)
- 1977: ¿Qué es el Budismo? (Kaj je budizem?) z Alicijo Jurado

## Nagrade
- 1944: velika nagrada argentinske zveze pisateljev (dobitnik prve nagrade)
- 1956: Prva državna nagrada za literaturo, Argentina
- 1961: mednarodna založniška nagrada Formentor (skupaj s Samuelom Beckettom); Commendatore, Italija
- 1962: Commandeur de l’Ordre des Lettres et des Arts
- 1965: viteški red izstopajočega reda britanskega imperija
- 1965: Red El Sol del Perú
- 1966: Madonnina, Milano
- 1968: izvoljeni častni tuji član Ameriške akademije znanosti in umetnosti
- 1970: Matarazzo Sobrinho, Brazilija (Medameriška literarna nagrada)
- 1971: Jeruzalemska nagrada za svobodo posameznika v družbi
- 1971: izvoljeni častni tuji član Ameriške akademije za umetnost in književnost
- 1972: častni doktorat na Michigan State University [21]
- 1973: nagrada Alfonso Reyes
- 1976: Red Bernarda O'Higginsa
- 1979: Veliki križ za zasluge Zvezne republike Nemčije
- 1979: Magrada za življenjsko delo za svetovno fantazijo
- 1980: Balzanov nagrado za filologijo, jezikoslovje in literarno kritiko, podelil italijanski predsednik Sandro Pertini
- 1980: Premio Cervantes, Španija (skupaj z Gerardom Diegom)
- 1980: Prix mondial Cino Del Duca, Francija
- 1983: Red francoske legije časti
- 23. maja 2000 je bil po njem poimenovan asteroid (11510) Borges